# Makhmud Muradov
Makhmud Muradov (Dusambé, República Socialista Soviética de Tayikistán, Tayikistán; 8 de febrero de 1990) es un artista marcial mixto uzbeko que compite en la división de peso mediano de la Ultimate Fighting Championship.

## Primeros años
Nació el 8 de febrero de 1990 en el Tayikistán soviético, de padre tayiko y madre uzbeka soviética. En 1993 huyó como refugiado con su familia al Uzbekistán natal de su madre debido a la guerra civil tayika en curso, y finalmente, en 2019, se le concedió la ciudadanía uzbeka.
Entrenó boxeo en su juventud antes de pasarse al kick boxing y se convirtió en Campeón Junior de Kick boxing de Uzbekistán bajo las reglas del K-1.
Se vio obligado a abandonar la escuela y empezar a trabajar a los 15 años para mantener a su familia después de que su padre sufriera un accidente de coche que le dejó permanentemente discapacitado. A los 17 años, comenzó su exitosa carrera de sambo de combate y, gracias a ello, consiguió un trabajo bien remunerado como guardia de seguridad en la Siberia rusa. Mientras trabajaba allí, recibió varias puñaladas y disparos. Cuando su padre salió del hospital después de cuatro años, su familia tuvo que vender su apartamento para pagar las facturas de la sanidad. Regresó a Uzbekistán, y finalmente consiguió ganar suficiente dinero compitiendo en sambo de combate para poder volver a comprar el apartamento. Sin embargo, según cuenta, era difícil conseguir un buen trabajo sin contactos, así que en 2011, a sus 19 años, se trasladó a la República Checa en busca de un trabajo mejor pagado. Allí desempeñó varios trabajos, como obrero de la construcción, limpiador y camarero. Comenzó a entrenar Muay Thai y MMA en Praga bajo la tutela de Petr Kníže, quien permitió a Muradov entrenar y dormir en su gimnasio de forma gratuita y también le ayudó a conseguir un trabajo más cómodo como portero. Muradov comenzó entonces su carrera profesional de MMA en 2012.

## Carrera de artes marciales mixtas

### Carrera temprana
En septiembre de 2015 luchó en el torneo WAKO K1 European Cup 2015 y perdió en el primer combate contra el campeón polaco Bartosz Dołbień por decisión unánime.
En febrero de 2018 se convirtió en el primer artista marcial mixto del mundo firmado por el equipo The Money de Floyd Mayweather Jr. Se hicieron amigos después de conocerse en el Lávka Club de Praga en marzo de 2017.
Antes de entrar en la UFC tenía un récord de 22-6 en MMA y ganó múltiples campeonatos regionales de peso medio (XFN, WKN, Caveam, WASO).

### Ultimate Fighting Championship
Debutó en la UFC contra Alessio Di Chirico el 28 de septiembre de 2019 en UFC Fight Night: Hermansson vs. Cannonier. Ganó el combate por decisión unánime.
Desde el 29 de septiembre de 2019 ocupó el puesto número 1 en la clasificación de peso medio de Europa del Este de Tapology.
Se enfrentó a Trevor Smith el 7 de diciembre de 2019 en UFC on ESPN: Overeem vs. Rozenstruik. Ganó el combate por KO en el tercer asalto. Esta victoria le valió el premio a la Actuación de la Noche.
En la lista oficial de fin de año de la UFC 2019 de los diez mejores novatos, ocupó el puesto número 7.
Se esperaba que se enfrentara a Antônio Carlos Júnior el 14 de marzo de 2020 en UFC Fight Night: Lee vs. Oliveira. Sin embargo, Carlos Júnior sufrió una lesión no especificada y el combate fue cancelado.
Se esperaba que se enfrentara a Karl Roberson el 18 de abril de 2020 en UFC 249. Sin embargo, se vio obligado a retirarse del evento debido a la restricción de viaje de la pandemia de COVID-19, y Roberson fue retirado del evento y fue programado para enfrentarse a Marvin Vettori el 25 de abril de 2020.
Se esperaba que se enfrentara a Krzysztof Jotko el 18 de octubre de 2020 en UFC Fight Night: Ortega vs. The Korean Zombie. Sin embargo, el combate fue reprogramado para el 31 de octubre en UFC Fight Night: Hall vs. Silva, pero Jotko fue retirado del combate, citando una lesión, y fue sustituido por Kevin Holland. Él también fue retirado del combate tras dar positivo por COVID-19 y fue sustituido por el Charlie Ontiveros.
Se enfrentó a Andrew Sanchez el 24 de enero de 2021 en UFC 257. Ganó el combate por TKO en el tercer asalto. Esta victoria le valió el premio a la Actuación de la Noche.
Se enfrentó a Gerald Meerschaert el 28 de agosto de 2021 en UFC on ESPN: Barboza vs. Chikadze. Perdió el combate por sumisión en el segundo asalto.
Se esperaba que se enfrentara a Misha Cirkunov el 26 de febrero de 2022 en UFC Fight Night: Makhachev vs. Green. Sin embargo, se retiró a finales de enero debido a una lesión en la mano y fue sustituido por Wellington Turman.
Se esperaba que se enfrentara a Abusupiyan Magomedov el 3 de septiembre de 2022 en UFC Fight Night: Gane vs. Tuivasa. Sin embargo, se retiró por lesión y fue sustituido por Dustin Stoltzfus.
Se enfrentó a Caio Borralho el 22 de octubre de 2022 en UFC 280. Perdió el combate por decisión unánime.

## Vida personal
Competidor profesional de MMA desde 2012, es a la vez el primer luchador de la UFC nacido en Tayikistán y en Uzbekistán, también el primer checo que gana en su debut en la UFC y el primer artista marcial mixto del mundo contratado por el equipo The Money de Floyd Mayweather Jr..
Además de su lengua materna, el uzbeko, habla checo, ruso e inglés, y conversa con el polaco y el árabe.
Es un musulmán no sectario y no observa estrictamente el ayuno del Ramadán.
Desde 2018 sale con Monika Bagárová, una cantante checa de ascendencia romaní. El 27 de mayo de 2020 Bagárová dio a luz a su primer hijo, una niña llamada Rumia.
Ha declarado en múltiples ocasiones que es muy patriota hacia la República Checa y Praga. Se definió a sí mismo como un "uzbeko con corazón checo" o un "checo de Uzbekistán", y también como un "representante checo" y un "orgulloso praguense". Por ello rechazó la oferta de Floyd Mayweather Jr. de trasladarse permanentemente de Praga a Las Vegas en Nevada, donde entrena tanto en el gimnasio de Dewey "Black Kobra" Cooper como en el Mayweather Boxing Club, además de trabajar para el propio Mayweather Jr.
Durante sus primeros años en Praga apareció en producciones porno autoeróticas y en sesiones fotográficas de porno blando bajo el nombre artístico de "Akhmed Virt" para la productora pornográfica gay de William Higgins.

## Campeonatos y logros

### Artes marciales mixtas
- Ultimate Fighting Championship
  - Actuación de la Noche (dos veces) vs. Trevor Smith y Andrew Sanchez[48]

- X FIGHT NIGHTS
  - Campeonato de Peso Medio de la XFN (una vez)[70]
    - Una exitosa defensa del título[71]

  - Campeonato Interino de Peso Medio de la XFN (una vez)

- World Kickboxing Network
  - Campeonato Internacional de Peso Medio de la WKN MMA (una vez)[72][73][74]

- Caveam
  - Campeonato Nacional de Peso Medio de Caveam (Campeón de Caveam) (una vez)[75][76][77][31]

- World Association of Sporting Organizations
  - Campeonato Europeo de Peso Medio de la WASO MMA(una vez)[78][32][79][80][81]

### Kick boxing
- Uzbekistan Kickboxing Federation
  - Campeón Nacional Junior de K-1 Kick boxing  (una vez)[21][18]

## Récord en artes marciales mixtas
| Récord profesional | Récord profesional | Récord profesional |
| 35 peleas          | 26 victorias       | 8 derrotas         |
| ------------------ | ------------------ | ------------------ |
| Nocaut             | 17                 | 1                  |
| Sumisión           | 3                  | 5                  |
| Decisión           | 6                  | 2                  |
| Sin resultado      | 1                  | 1                  |

| Resultado     | Récord   | Oponente                    | Método                                     | Evento                                       | Fecha                    | Ronda | Tiempo | Localización      | Notas                                                         |
| ------------- | -------- | --------------------------- | ------------------------------------------ | -------------------------------------------- | ------------------------ | ----- | ------ | ----------------- | ------------------------------------------------------------- |
| Sin Resultado | 26–8 (1) | Aliaskhab Khizriev          | Sin Resultado (piquete de ojo accidental)  | UFC Fight Night: Dolidze vs. Imavov          | 3 de febrero de 2024     | 1     | 0:11   | Las Vegas, Nevada |                                                               |
| Victoria      | 26–8     | Bryan Barberena             | Decisión (unánime)                         |                                              | 22 de julio de 2023      | 3     | 5:00   | Londres           |                                                               |
| Derrota       | 25-8     | Caio Borralho               | Decisión (unánime)                         | UFC 280                                      | 22 de octubre de 2022    | 3     | 5:00   | Abu Dhabi         |                                                               |
| Derrota       | 25-7     | Gerald Meerschaert          | Sumisión (estrangulamiento por detrás)     | UFC on ESPN: Barboza vs. Chikadze            | 28 de agosto de 2021     | 2     | 1:49   | Las Vegas, Nevada |                                                               |
| Victoria      | 25-6     | Andrew Sanchez              | TKO (rodillazo volador y puñetazos)        | UFC 257                                      | 23 de enero de 2021      | 3     | 2:59   | Abu Dhabi         | Actuación de la Noche.                                        |
| Victoria      | 24-6     | Trevor Smith                | KO (puñetazo)                              | UFC on ESPN: Overeem vs. Rozenstruik         | 7 de diciembre de 2019   | 3     | 4:09   | Washington D. C.  | Actuación de la Noche.                                        |
| Victoria      | 23-6     | Alessio Di Chirico          | Decisión (unánime)                         | UFC Fight Night: Hermansson vs. Cannonier    | 28 de septiembre de 2019 | 3     | 5:00   | Copenhague        |                                                               |
| Victoria      | 22-6     | Wendell de Oliveira Marques | KO (puñetazos)                             | Oktagon 13                                   | 27 de julio de 2019      | 2     | 1:56   | Praga             |                                                               |
| Victoria      | 21-6     | Alberto Emiliano Pereira    | TKO (puñetazos)                            | Oktagon 12                                   | 8 de junio de 2019       | 1     | 3:34   | Bratislava        |                                                               |
| Victoria      | 20-6     | Tato Primera                | KO (puñetazo)                              | Night of Warriors 15                         | 6 de abril de 2019       | 2     | 0:18   | Liberec           | Ganó el Campeonato Europeo de Peso Medio de la WASO MMA.      |
| Victoria      | 19-6     | Diego Gonzalez              | Decisión (unánime)                         | XFN 17                                       | 16 de marzo de 2019      | 3     | 5:00   | Brno              |                                                               |
| Victoria      | 18-6     | Grzegorz Siwy               | KO (puñetazo)                              | XFN 15                                       | 27 de diciembre de 2018  | 3     | 4:50   | Praga             |                                                               |
| Victoria      | 17-6     | Deyan Topalski              | TKO (puñetazos)                            | XFN 12                                       | 6 de octubre de 2018     | 1     | 4:27   | Praga             | Defendió el Campeonato de Peso Medio de la XFN.               |
| Victoria      | 16-6     | David Ramires               | TKO (puñetazos)                            | XFN 11: Back to the O2 Arena                 | 28 de junio de 2018      | 2     | 0:30   | Praga             | Ganó el Campeonato de Peso Medio de la XFN.                   |
| Victoria      | 15-6     | Edvaldo de Oliveira         | TKO (codazos)                              | XFN 8: Vémola vs. Sloane                     | 3 de marzo de 2018       | 2     | 4:42   | Pardubice         |                                                               |
| Victoria      | 14-6     | Tomáš Penz                  | TKO (puñetazos)                            | XFN 6                                        | 7 de diciembre de 2017   | 1     | 4:20   | Praga             |                                                               |
| Victoria      | 13-6     | Zoran Dod                   | Decisión (unánime)                         | XFN 3                                        | 25 de junio de 2017      | 3     | 5:00   | Praga             | Ganó el Campeonato Interino de Peso Medio de la XFN.          |
| Victoria      | 12-6     | Shota Gvasalia              | TKO (puñetazos)                            | Simply the Best 14                           | 18 de abril de 2017      | 3     | 2:07   | Praga             |                                                               |
| Derrota       | 11-6     | David Ramires               | TKO (lesión de clavícula)                  | XFN 2                                        | 18 de diciembre de 2016  | 2     | 1:19   | Praga             | Por el Campeonato Intercontinental de Peso Medio XFN.         |
| Victoria      | 11-5     | Damian Chandzel             | Sumisión (estrangulamiento)                | Night of Warriors 10                         | 5 de noviembre de 2016   | 3     | 0:28   | Liberec           |                                                               |
| Victoria      | 10-5     | Rafael Silva                | Decisión (unánime)                         | XFN 1                                        | 12 de junio de 2016      | 3     | 5:00   | Praga             |                                                               |
| Victoria      | 9-5      | Tomáš Kužela                | Decisión (unánime)                         | Night of Warriors 9                          | 19 de marzo de 2016      | 3     | 5:00   | Praga             | Ganó el Campeonato Internacional de Peso Medio de la WKN MMA. |
| Victoria      | 8-5      | Andreas Birgels             | TKO (puñetazos)                            | Caveam: Bitva Roku 2015                      | 19 de marzo de 2015      | 3     | 3:35   | Praga             | Ganó el Campeonato Nacional de Peso Medio de Caveam.          |
| Derrota       | 7-5      | Maciej Różański             | Decisión (unánime)                         | Fighting Zone: Cage Time 1                   | 10 de diciembre de 2014  | 3     | 5:00   | Praga             |                                                               |
| Victoria      | 7-4      | István Tóth                 | Sumisión (estrangulamiento por detrás)     | CMTA Pardál Gladiators Night Cage 3          | 24 de mayo de 2014       | 1     | 2:20   | České Budějovice  |                                                               |
| Victoria      | 6-4      | Krzysztof Klepacz           | TKO (puñetazos)                            | MMAA Aréna 3                                 | 7 de marzo de 2014       | 1     | 3:48   | Hradec Králové    |                                                               |
| Victoria      | 5-4      | Peter Čapkovič              | Sumisión (estrangulamiento por guillotina) | Fight Explosion: Return Of Kings             | 6 de diciembre de 2013   | 2     | 2:37   | Bratislava        |                                                               |
| Derrota       | 4-4      | Livio Victoriano            | Sumisión (estrangulamiento por triángulo)  | MMAA Aréna 2: Vémola vs. Kníže               | 10 de noviembre de 2013  | 1     | 3:40   | Praga             |                                                               |
| Derrota       | 4-3      | Maciej Różański             | Sumisión (estrangulamiento por guillotina) | BA 3: The Rebirth                            | 11 de mayo de 2013       | 2     | 0:45   | Goleniów          |                                                               |
| Victoria      | 4-2      | Pavol Langer                | TKO (puñetazos)                            | CMTA Trutnovs Night Of Gladiators            | 27 de noviembre de 2013  | 1     | 3:30   | Trutnov           |                                                               |
| Derrota       | 3-2      | Marcin Krysztofiak          | Decisión (dividida)                        | MFC 5                                        | 8 de diciembre de 2012   | 2     | 5:00   | Nowa Sól          | Combate de peso acordado (187 libras).                        |
| Victoria      | 3-1      | Christoph Steinmann         | Decisión (unánime)                         | Cage XFC: International Lake Constance Cup 2 | 20 de octubre de 2012    | 1     | N/A    | Lochau            |                                                               |
| Derrota       | 2-1      | Kamil Cibiński              | Sumisión (barra de brazo)                  | MMAA Aréna                                   | 30 de septiembre de 2012 | 1     | 1:57   | Praga             |                                                               |
| Victoria      | 2-0      | Francisco Silva             | TKO (puñetazos)                            | CMTA Pardál Gladiators Night Cage            | 19 de mayo de 2012       | 3     | 1:05   | České Budějovice  |                                                               |
| Victoria      | 1-0      | Patrik Jevický              | TKO (puñetazos)                            | K1 Empress League: Round 2                   | 29 de abril de 2012      | 1     | 0:26   | Košice            | Debut en el peso medio.                                       |